# Gary Soto
Gary Anthony Soto (Fresno, 12 aprile 1952) è uno scrittore e poeta statunitense.

## Biografia
Gary Soto è nato il 12 aprile 1952 a Fresno da Manuel e Angie Soto, messicano-statunitensi appartenenti alla classe lavoratrice.
Durante la sua giovinezza ha lavorato nei campi di barbabietola, cotone e nei vigneti della Valle di San Joaquin.
Ha studiato alla Fresno City College e alla California State University dove ha conseguito un B.A. nel 1974 e successivamente ha completato gli studi alla Università della California, Irvine dove ha ottenuto un M.F.A. nel 1976.
Ha esordito nel 1977 con la raccolta di liriche The Elements of San Joaquin, sulla difficile vita dei messicani nella California e con la seconda collezione di poesie, The Tale of the Sunligh, ha ottenuto una nomination al Premio Pulitzer per la poesia.
Autore anche di numerosi romanzi per ragazzi, nel 1995 è stato finalista al National Book Award per la poesia con New and Selected Poems e nel 2014 è stato insignito del Premio Phoenix per il romanzo Chicano.

## Opere

### Poesia
- The Elements of San Joaquin (1977)
- The Tale of Sunlight (1978)
- Where Sparrows Work Hard (1981)
- Black Hair (1985)
- Who Will Know Us? (1990)
- Home Course in Religion (1991)
- Neighborhood Odes (1992)
- Canto Familiar/Familiar Song (1994)
- New and Selected Poems (1995)
- Junior College (1997)
- Natural Man (1999)
- One Kind of Faith (2003)
- A Simple Plan (2007)
- Partly Cloudy (2009)
- Sudden Loss of Dignity (2013)
- You Kiss by th' Book (2016)

### Letteratura per ragazzi
- Baseball in April (1990)
- A Fire in My Hands (1991)
- Taking Sides (1991)
- Pacific Crossing (1992)
- Too Many Tamales (1992)
- The Skirt (1992)
- The Pool Party (1993)
- Local News (1993)
- Chicano (Jesse, 1994), Milano, A. Mondadori, 1996 traduzione di Mario Bellinzona ISBN 88-04-41619-X.
- 7th grade  (1995)
- Crazy Weekend (1994)
- Boys at Work (1995)
- Summer On Wheels (1995)
- Canto Familiar (1995)
- Buried Onions (1997)
- The Cat's Meow (1997)
- Jessie Lopez De La Cruz: A Profile of a United Farm Worker (2000)
- Fearless Fernie (2002)
- If the Shoe Fits (2002)
- Marisol (2005)
- When Dad Came Back (2011)

### Serie Chato
- Chato's Kitchen (1995)
- Chato and the Party Animals (1998)
- Chato Goes Cruisin (2005)
- Chato's Day of Dead (2008)

### Memoir
- The Jacket (1983)
- Living Up the Street (1985)
- Small Faces (1986)
- Lesser Evils: Ten Quartets (1988)
- A Summer Life (1990)
- The Effects of Knut Hamsun on a Fresno Boy (2001)
- What Poets Are Like: Up and Down with the Writing Life (2013)
- Why I Don't Write Children's Literature (2015)

### Teatro
- Novio Boy: A play (2006)

## Filmografia
- The Pool Party (1992) (produttore)

## Premi e riconoscimenti
- Guggenheim Fellowship: 1979[7]
- American Book Awards: 1985 vincitore con Living Up the Street[8]
- National Book Award per la poesia: 1995 finalista con New and Selected Poems
- Premio Phoenix: 2014 vincitore con Chicano